# Martin Harrer
Martin Harrer (Voitsberg, 19 maggio 1992) è un ex calciatore austriaco, di ruolo attaccante.

## Caratteristiche tecniche
È un'ala sinistra.

## Carriera
Ha esordito il 14 luglio 2009 con la maglia dell'Austria Vienna II in occasione del match perso 1-0 contro l'Austria Lustenau.

## Palmarès

### Club

#### Competizioni nazionali
- Erste Liga: 1

Altach: 2013-2014